# Elementär aritmetik
Elementär aritmetik är en gren inom aritmetiken och innefattar operationerna addition, subtraktion, multiplikation och division.
De naturliga talen, och de skriftliga symbolerna (siffrorna) som representerar dem, ingår också i elementär aritmetik. Likaså bråk och negativa tal, som kan representeras med hjälp av tallinjen.